# Skovshoveds kyrka
Skovshoveds kyrka (danska: Skovshoved Kirke) är en kyrka i Skovshoved i norra delen av Storköpenhamn. Kyrkan ligger på Krøyersvej i Klampenborg.

## Kyrkobyggnaden
Kyrkan uppfördes åren 1914 - 1915 i nyromansk stil efter ritningar av arkitekt Alfred Brandt. Invigningen ägde rum 17 oktober 1915.
Byggnaden har en stomme av röda tegelstenar och består av ett långhus som vilar på en sockel av granit. Vid långhusets västra kortsida finns kor och absid. Vid långhusets sydöstra sida finns ett torn och vid det nordöstra hörnet ett kapell från 1930. Huvudentrén är utformad som en välvd portal med tympanon under ett rundfönster omgivet av evangelistsymboler. Tornet hade ursprungligen en kubformad spira, som 1935 ersattes av nuvarande pyramidformade tornspira.
Kyrkorummet är täckt av ett tunnvalv. Absiden har ett halvt kupolvalv. Absidens sju fönster hade ursprungligen glasmålningar av Johannes Kragh. 1965 ersattes dessa med nuvarande glasmosaik av Knud Lollesgaard. 1968 fick östra rundfönstret en glasmosaik av Knud Lollesgaard.
På ytterväggen vid entrén hänger en minnestavla för Aage Helge Olstrup och andra som stupade i Danmarks frihetskamp.

## Inventarier
- Altaret med knäfall är en gåva från drottning Louise.
- Altartavlan har en tredelad, förgylld ram. Målningen är utförd av Axel Helsted.
- Orgeln med 24 stämmor är byggd 1968 av TH. Frobenius og Sønner Orgelbyggeri A/S.